# 藤沢清親
藤沢 清親（ふじざわ きよちか、生没年不詳）は、鎌倉時代の武将、御家人。通称は次郎左衛門尉。

## 人物
『神氏系図』によれば、諏訪大社上社大祝（おおほうり）家の諏訪氏の分流で、千野光親の子・親貞が信濃国伊那郡藤沢に拠って藤沢氏を称し、清親はその2代目にあたる。保元の乱で叔父の千野光弘と共に源氏方として参戦して武功を上げ、鎌倉幕府草創期より御家人として仕え、『吾妻鏡』には文治3年（1187年）から嘉禎3年（1237年）まで、弓始めや小笠懸等の儀式で射手として登場する。文治3年8月には、鎌倉で行われた源希義追善供養に出席し、弓を3張下賜されている。同5年（1189年）の阿津賀志山の戦いでは先陣を競っている。
建久元年（1190年）の源頼朝の入京に供奉し、同4年（1193年）、頼朝が下野国那須、上野国三原で行った狩倉での狩りや、富士の巻狩りに「狩猟の輩」として供奉し、殊に武蔵国入間野での追鳥狩では百発百中の腕を見せ、頼朝から馬を賜っている。同2年（1191年）9月、稲村ヶ崎で頼朝を含む8人での小笠懸にも参加している。同6年（1195年）、頼朝の東大寺再建供養に供奉し、海野幸氏と共に惣門の左右に座し警固にあたり、頼朝が住吉大社で行った流鏑馬では海野幸氏、金刺盛澄らと共に射手に選ばれ、東国射手の手本を示した。建仁元年（1201年）の建仁の乱では佐々木盛綱に従い、坂額御前を生け捕りし、鎌倉に連行し、源頼家に拝謁した。建仁4年（1204）2月、源実朝が由比ヶ浜で行った小笠懸・遠笠懸で射手に選ばれている。承久3年（1221年）の承久の乱では北条泰時が鎌倉稲瀬川の清親邸に止宿した後に発向している。
その後は同族の藤沢四郎親賢、藤沢左近将監時親、藤沢左衛門五郎光朝が幕府の弓始めの儀式などに度々登場している。